# Gorseinon
Gorseinon è una città del Galles meridionale, facente parte della contea di Swansea e situata lungo l'estuario sulla baia di Carmarthen del fiume Loughor.

## Collocazione
Gorseinon si trova a nord/nord-est della penisola di Gower, tra Swansea e Llanelli (rispettivamente ad est della prima e ad ovest della seconda) e tra Pontarddulais e Dunvant (rispettivamente a sud della prima e a nord della seconda)

## Monumenti e luoghi d'interesse
Tra gli edifici d'interesse di Gorseinon, figura la chiesa di Santa Caterina.

## Sport
La squadra di rugby locale è il Gorseinon RFC.

## Amministrazione

### Gemellaggi
- Ploërmel (Francia)[4]